# 27253 Graceleanor
27253 Graceleanor este un asteroid din centura principală de asteroizi.

## Descriere
27253 Graceleanor este un asteroid din centura principală de asteroizi. A fost descoperit pe 6 decembrie 1999 la Socorro, New Mexico, în cadrul proiectului LINEAR. Asteroidul prezintă o orbită caracterizată de o semiaxă mare de 2,39 ua, o excentricitate de 0,14 și o înclinație de 1,8° în raport cu ecliptica.